# Рудра
Рудра (Деванагарі: रुद्र буквально, «ревучий», «виючий», «рудий», «грізний») — індуїстський бог часу і смерті, ведійське божество, пов'язане з нещастями й хворобами, Згідно з Пуранами, повстав із чола верховного бога Брахми. Він став утіленням всього того руйнівного і страхітливого, що можна було знайти в богів. Покинувши місце свого народження, Рудра віддалився від усіх богів на півночі Індії в горах.
Дане божество було володарем над усіма тваринами, отже, мав ще одне ім'я — Пашупаті, тобто Господар Звірів.
Зображувався він у вигляді мисливця, одягненого в шкіри тварин, з чорним волоссям, стягнутим у вузол. У даному вигляді він подорожував по світу, полював у лісах за допомогою свого лука і чорних стріл.
За віруваннями жителів Стародавньої Індії Рудра всюдисущий, все живе перебуває під його суворим наглядом, адже його стріли несуть смерть і хвороби.
До Рудри постійно зверталися з молитвами, з проханнями захистити людей і тварин від смерті і хвороб, також до нього зверталися в разі захворювання, тому що за легендами він був найбільшим цілителем і милостивим до прохаючих. Через це він отримав ще одне ім'я-Милостивий, що в перекладі на індійську звучить як «Шіва».
Дружиною Рудри була Саті, дочка володаря всіх створінь Дакші. Саті шалено любила свого чоловіка і навіть принесла себе в жертву, дізнавшись, що при розподілі жертв Рудрі не виділили нічого.
Від Рудри з'явилися на світ жахливі, схожі на змій породження, які всюди слідували за батьком і кидалися на всіх кого бачили.
Друге поколінням що з'явилося від Рудри було не таким жахливим. Це були Марути, божества бурі. Марути походять від зв'язку Рудри із Землею, при чому Земля прийняла образ плямистої корови, а Рудра-бика. Його сини стали армією і всюди супроводжували в його славних подвигах і битвах з асурами, і жахливими чудовиськами.
Рудра Хіраньявартані — стрімка сила і рух на шляху світла.
Рудрашакті — сила Рудри.
Рудри — стрімкі і люті; група божеств, іноді ідентифікується у Ведах з Марутами; згодом, одинадцять чи тридцять три молодші божества, ведених Рудрою-Шивою.
Посилання — Рудра Прасна мантра